# 邵豳
邵豳（15世紀—16世紀），字宗周，號梓溪，浙江金華府東陽縣紫溪人，明朝政治人物。

## 生平
邵豳是弘治十七年（1504年）浙江鄉試舉人，正德九年（1514年）成進士，獲授建陽知縣，立法管理糧餉，又興辦學校、增設學田、毀壞淫祠、禁止巫術；嘉靖三年（1524年）選授山西道監察御史。
兩年後（1526年）邵豳彈劾武定侯郭勛維護彌勒教首領李福達黨逆，再巡按廣東，興水利、革弊政不遺餘力，與兩廣總督王守仁嚴禁西樵礦害。當地物料貢額無常，他向朝廷請求劃一派折、隨糧帶徵，取消一切歲辦雜辦徵稅以及椒木鹽利，其後因為忤逆權貴降職，在任內去世。

## 引用
1. 1 2  道光《東陽縣志·卷十五·人物志三》：邵豳 字宗周，紫溪人，正德甲戌進士，知建陽。邑糧多被豪家飛詭，豳履畝清文，一洗宿弊，毀淫祠祀、增置學田社倉、興水利。擢監察御史，嘉靖五年劾武定侯郭勖護妖賊李福達黨逆當坐，六年按廣東，興水利革弊不遺餘力，與總制王守仁嚴絕西樵石礦之禁。物料貢額檄徵無常向以病民，豳請畫一均派折價，隨糧帶徵其額辦，歲辦雜辦名目一切除之，續派不敷取諸贓贖椒木鹽利，廣人永賴焉；後以忤權貴左遷，卒於官。 參〔福建、廣東通志〕 《明史》馬錄傳
2. ↑  道光《東陽縣志·卷十三·人物志一》：舉人……宏治十七年甲子……邵豳 甲戌進士
3. ↑  民國《建陽縣志·卷十一·第三十二條·循吏傳》：邵豳，字宗周，東陽人。正德間以進士為邑令，邑糧舊多被豪家飛詭，公立法清丈，沿邱履畝清文，纖毫必析，夙弊為之一清。在任興學校、增學田、毀淫祠、禁巫覡，六年政修人和，民無夭札，擢御史。 舊志
4. ↑  《明世宗肅皇帝實錄·卷三十五》：（嘉靖三年正月甲午）選授推官季本、戴金，行人王時柯、王懋，博士馬明衡，知縣王泮、沈教、任佃、曹宏、蕭一中、邵豳、王舜耕，進士陳褒、藍田、胡體乾、方啟顏、朱淛、李文芝、劉隅、章袞、叚續、潘壯、白清、署應坤、趙得祐、王獻、李高、朱佐、喬棋、司馬泰，教諭粘燦俱為監察御史，本、時柯、田河南道，明衡、懋、袞山東道，泮、教陜西道，褒、佃、舜、耕、續雲南道，弘、豳山西道，金廣西道，一中、體乾貴州道，啟、顏廣東道，淛、文芝湖廣道，隅福建道，壯南京河南道，清浙江道，應坤廣東道，得佑陜西道，獻江西道，高山東道，燦、棋山西道，佐貴州道，泰雲南道。